# Harald Mothes
Harald Mothes (* 28. November 1956) ist ein ehemaliger deutscher Fußballspieler.

## Sportliche Laufbahn

### BSG-/ASG-Stationen
Harald Mothes kam im Sommer 1972 von der Nachwuchsabteilung der BSG Motor Lößnitz zum DDR-Oberligisten BSG Wismut Aue ins benachbarte Lößnitztal. In dessen Nachwuchsmannschaften wurde er als offensiver Mittelfeldspieler und als Stürmer eingesetzt und war schon in dieser Zeit spielintelligent und torgefährlich.
Im Frühjahr und Sommer 1975 hatte Wismut Aue einige Stammspieler längerfristig ersetzen müssen. So leisteten ab Mai Konrad Schaller und Lothar Schmiedel ihren Reservedienst bei der Armee und fielen ein halbes Jahr aus. Dietmar Pohl, der ebenfalls für den Armeedienst vorgesehen war, verletzte sich in seinem letzten Spiel am 3. Mai 1975 gegen den FC Carl Zeiss Jena so schwer, dass er dann später seine Laufbahn beenden musste. Da außerdem die langjährigen Stammspieler Ernst Einsiedel und Manfred Weikert ihre Karriere beendeten und es keine externen Neuzugänge  gab, hatte die Mannschaft einen großen Aderlass zu verzeichnen. So musste Trainer Bringfried Müller notgedrungen den Kader mit Spieler aus dem Nachwuchsbereich ergänzen. Außer Harald Mothes stieß noch das Torhütertalent Jörg Weißflog zur 1. Mannschaft. Am 27. August 1975 wurde Mothes beim 1:1 in Riesa zum ersten Mal eingewechselt. Sein erstes Oberligator erzielte er am 9. Oktober 1976 im Heimspiel gegen den HFC Chemie (1:1). Den ganz großen Durchbruch schaffte er bis dahin aber noch nicht.
Vom November 1976 bis April 1978 musste er die Mannschaft verlassen, um seinen Armeedienst zu absolvieren. Während dieser Zeit spielte er bei der ASG Vorwärts Plauen in der zweitklassigen Liga. Ab Mai 1978 stand er Wismut Aue wieder zur Verfügung. Trainer der Mannschaft war inzwischen Manfred Fuchs. Ab dieser Zeit entwickelte sich Harald Mothes schrittweise zu einem der besten und torgefährlichsten Spieler der Wismut-Elf.
Zum Ende seiner Laufbahn musste der 1,77 Meter gelernte Schlosser miterleben, wie er mit dem FC Wismut Aue nach einer desolaten Saison 1989/90 in die DDR-Liga abstieg, nachdem die Veilchen jahrelang erfolgreich gegen den Abstieg gekämpft hatten und 1984/85 und 1986/87 sich unter den Trainern Hans-Ulrich Thomale und Hans Speth sogar zweimal für den UEFA-Pokal qualifizieren konnte. Harald Mothes gehörte in seiner aktiven Zeit zu den besten Auer Spielern und war in diesem Zeitraum einer der torgefährlichsten Spieler der DDR-Oberliga. Von 1975 bis 1990 bestritt er 303 Oberligaspiele und schoss 88 Tore.

### Auswahleinsätze
Mit seinen starken Leistungen machte Harald Mothes auch den Trainer der DDR-A-Nationalelf, Bernd Stange, auf sich aufmerksam. Die Verbandsführung öffnete dabei auch für BSG-Spieler wieder die Türen zu dieser Auswahl. Am 28. März 1984 in Erfurt bestritt Mothes gegen die ČSSR (2:1) sein erstes und einziges Länderspiel, in dem er aber erst in der 60. Minute für Ralf Minge eingewechselt wurde. Das Fachblatt fuwo bemerkte zum ostdeutschen Angriff an diesem Tag: „Da zudem Streich unter Form spielte, Ernst mehr schwache als gute Szenen hatte, weder Minge noch später Mothes schwungvoll auftrumpften, war von überraschenden Aktionen torgefährlichen Zuschnitts kaum etwas zu sehen.“ Er war damit seit Manfred Kaiser 1964 der erste Auer, der wieder ein A-Länderspiel bestritt. Schon im nächsten Länderspiel gegen Mexiko feierte sein Mannschaftskollege Jörg Weißflog sein Länderspieldebüt. Eine Zukunft in der Nationalmannschaft hatte Mothes im Gegensatz zu Weißflog nicht, weil auf seiner Position der Konkurrenzkampf größer war.
Dafür wurde Harald Mothes in der Olympiamannschaft der DDR zusammen mit seinem Auer Teamkameraden Jörg Weißflog Mitte der 1980er-Jahre eine feste Größe. Er bestritt zwischen 1984 und 1988 insgesamt 29 Begegnungen und erzielte dabei drei Tore. Trotz einer erfolgreichen Qualifikation, in der Mothes im letzten Ausscheidungsspiel gegen Dänemark im April 1984 in Magdeburg beim 4:0-Sieg debütiert hatte, konnte er nicht an den Olympischen Sommerspielen 1984 in Los Angeles teilnehmen, da diese von der DDR und anderen Ostblockstaaten boykottiert wurden. Für die Endrunde des olympischen Fußballturniers 1988 konnte sich die DFV-Auswahl sportlich nicht qualifizieren.

## Weiterer Werdegang
Nach seiner Zeit in Aue und den Umzug nach Bayern spielte er noch einige Jahre beim TSV Ampfing, bei dem er später auch für die sportliche Entwicklung der Fußballabteilung verantwortlich zeichnete. Einmal in der Woche gibt er seine Erfahrung als Stützpunkttrainer des DFB dem Nachwuchs weiter. Hauptberuflich ist Harald Mothes Archivar in einem Krankenhaus.